# Pomacentrus bankanensis
Pomacentrus bankanensis är en fiskart som beskrevs av Bleeker, 1853. Pomacentrus bankanensis ingår i släktet Pomacentrus och familjen Pomacentridae. Inga underarter finns listade i Catalogue of Life.